# Spinus

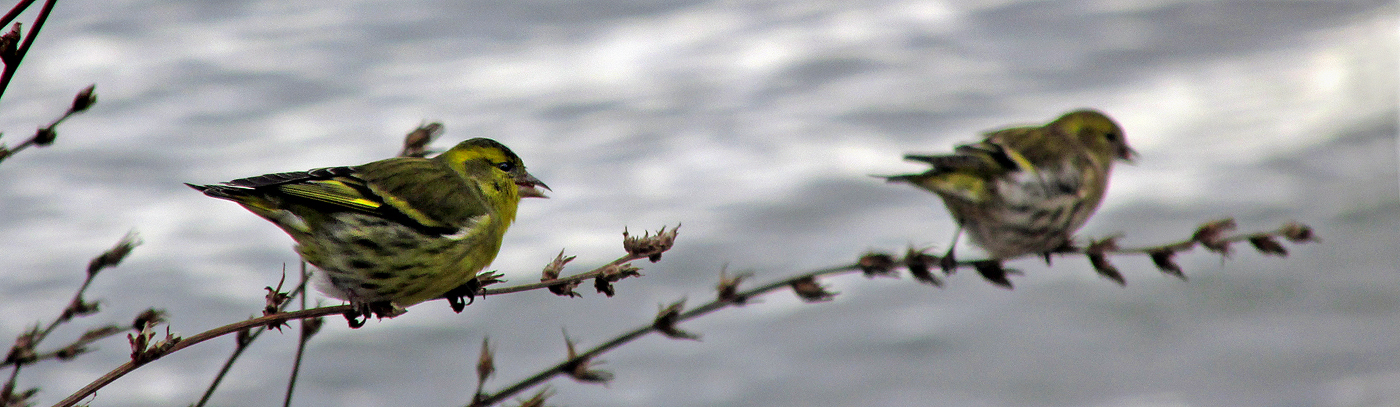
Spinus spinus.

Spinus is een geslacht van zangvogels uit de vinkachtigen (Fringillidae). Het geslacht kent 20 soorten.

## Soorten
- Spinus atratus  – Zwarte sijs
- Spinus atriceps  – Groene sijs
- Spinus barbatus  – Zwartkinsijs
- Spinus crassirostris  – Dikbeksijs
- Spinus cucullatus  – Kapoetsensijs
- Spinus dominicensis  – Haïtisijs
- Spinus lawrencei  – Maskergeelvink
- Spinus magellanicus  – Kapsijs
- Spinus notatus  – Zwartkopsijs
- Spinus olivaceus  – Olijfgele sijs
- Spinus pinus  – Dennensijs
- Spinus psaltria  – Witbandsijs
- Spinus siemiradzkii  – Saffraansijs
- Spinus spinescens  – Andessijs
- Spinus spinus  – Sijs
- Spinus thibetanus  – Tibetaanse kanarie
- Spinus tristis  – Goudsijs
- Spinus uropygialis  – Geelstuitsijs
- Spinus xanthogastrus  – Geelbuiksijs
- Spinus yarrellii  – Geelwangsijs